# Jérôme Do. Bentzinger Éditeur
 (janvier 2022).
Jérôme Do. Bentzinger Éditeur est une maison d'édition indépendante française, fondée en 1986 à Colmar en Alsace.

## Historique
- 1986 : Issue du monde de la librairie, Dominique Bentzinger crée la maison d'édition le 1er mai. La politique éditoriale se veut centrée sur la culture alsacienne. Le premier livre publié est ainsi l'Ami Fritz d’Erckmann-Chatrian. Diffusion et distribution sont confiées au dépôt régional du Groupe des Presses de la Cité. La maison d'édition lance une revue bimestrielle, J’aime l’Alsace.
- 1988 : quatre jours après la visite du pape Jean-Paul II en Alsace, la maison d'édition publie un livre sur l’événement et en vend 30 000 exemplaires en l'espace d'une journée[réf. nécessaire]. La société se lance la même année dans l'outil imprimé pour la communication : cartes de visite et dépliants, cartes postales et catalogues d’exposition ou encore bilans de fin d’année de grandes entreprises.
- 1990 : La structure de diffusion est confiée au réseau Stendhal diffusion tandis que les stocks sont gérés par Dilisco. Un bureau est créé à Paris. La maison d'édition lance en Allemagne une revue intitulée J’aime Bareiss.
- 1995 : La société doit faire face à des difficultés financières. L'activité est en conséquence recentrée sur l'Alsace ; la diffusion et la distribution sont confiées à Patrick Goutière.
- 1998 : La revue J’aime L’Alsace publie son dernier numéro. La maison d'édition acquiert du matériel informatique pour permettre des impressions numériques. Pour la deuxième année consécutive, la société publie trente nouveaux titres. En 2002, elle en publiera soixante-dix.
- 2002 : Déménagement du 3 au 8 rue Roesselmann à Colmar et ouverture d'un premier espace accueillant le public et présentant l'ensemble de la production
- 2005 : Jérôme Feuerstein rejoint l'entreprise familiale et représente la maison à Strasbourg
- 2009 : Jérôme Do. Bentzinger Editeur se dote d'une équipe de 9 représentants sur l'ensemble du territoire et passe par la société EDI pour la diffusion et par la Sodis pour la distribution
- 2010 : les éditions ouvrent un nouvel espace en plein cœur du centre historique de Strasbourg dans le même esprit que celui de colmar